# Tasūketsu: Fate of the Majority
Tasūketsu: Fate of the Majority (多数欠, Tasūketsu) est une série de mangas écrite et illustrée par Taiga Miyakawa. La série a été publiée à partir de septembre 2013 dans le magazine en ligne Comic Smart's Ganma! de l'éditeur Comic Smart.
Une adaptation vidéo originale d’animation (OVA) de 7 minutes, intitulée Tasūketsu : Judgement Assizes et produite par Imagica Lab, est sortie en janvier 2021. Une adaptation en série télévisée d'animation produite par le studio Satelight diffuse la série de juillet à décembre 2024.

## Synopsis
Après la disparition de plus de la moitié de la population, un étudiant du nom de Saneatsu Narita fait partie des rares survivants qui ont été rassemblés par un autoproclamé « Empereur ». Ce dernier les contraint de participer à un jeu de survie par messages privés. Les participants doivent répondre à la question : « Veux-tu vivre ou mourir ? ». mais ceux qui font partie de la majorité meurent.

## Personnages
Saneatsu Narita (成田実篤, Narita Saneatsu)
Voix japonaise : Masatomo Nakazawa (ja) (OVA) Voix japonaise : Yūto Uemura (ja) (Anime)
Saaya Fujishiro (藤代紗綾, Fujishiro Saaya)
Voix japonaise : Anna Nagase (Anime)
Ryūta Ichinose (一之瀬龍太, Ichinose Ryūta)
Voix japonaise : Kazuki Ura (ja) (Anime)
Kazuhiko Satō (佐藤一彦, Satō Kazuhiko)
Kazuki Ura (OVA) Voix japonaise : Kōki Ōsuzu (ja) (Anime)
Omi Jin (神臣, Jin Omi)
Voix japonaise : Yuki Shirato (ja) (OVA) Voix japonaise : Shiori Mikami (ja) (Anime)
Eren Kunashiri (国後依恋, Kunashiri Eren)
Voix japonaise : Yuki Nakashima (ja) (Anime)
Tōjurō Yagihashi (八木橋藤十郎, Yagihashi Tōjurō)
Voix japonaise : Tomotaka Harada (ja) (OVA) Voix japonaise : Daisuke Ono (Anime)
Ryōhei Sudō (須藤良平, Sudō Ryōhei)
Voix japonaise : Kazunori Nomiya (ja) (OVA) Voix japonaise : Jun Kasama (ja) (Anime)
Sōtarō Shinozaki (篠崎宗太郎, Shinozaki Sōtarō)
Voix japonaise : Shuta Morishima (ja) (Anime)
Ren Iruga (入賀煉, Iruga Ren)
Voix japonaise : Kenn (ja) (Anime)
Hisoka Midō (御堂密, Midō Hisoka)
Voix japonaise : Kenjiro Tsuda (ja) (Anime)
L'Empreur (皇帝, Kōtei)
Voix japonaise : Yuka Terasaki (ja) (Anime)
Bōrinmaru Gokokuhōtenji (護国鳳天寺暴麟丸, Gokokuhōtenji Bōrinmaru)
Voix japonaise : Kotomi Aihara (ja) (Anime)
Rika Suzuki (鈴木理科, Suzuki Rika)
Voix japonaise : Shiki Aoki (ja) (Anime)
Hayato Sōma (相馬隼人, Sōma Hayato)
Voix japonaise : Kentarō Kumagai (ja) (Anime)
Raion Ōno (王野頼音, Ōno Raion)
Voix japonaise : Yūki Kaji (OVA) Voix japonaise : Toshiki Kumagai (ja) (Anime)
Shūji Nihonyanagi (二本柳周示, Nihonyanagi Shūji)
Voix japonaise : Satoshi Niwa (ja) (Anime)
Hikari Ebina (蛯名光, Ebina Hikaru)
Voix japonaise : Sayumi Suzushiro (Anime)
Teru Kirishima (霧島輝, Kirishima Teru)
Voix japonaise : Kaito Ishikawa (Anime)
Kai Kasai (葛西甲斐, Kasai Kai)
Voix japonaise : Noeru Kawashima (ja) (Anime)
Seraphiel (セラフィエル, Serafieru)
Voix japonaise : Yusuke Shirai (ja) (Anime)
Maria Kisaragi (如月麻里亜, Kisaragi Maria)
Voix japonaise : Yoko Hikasa (Anime)
Kotetsu Tsugawa (津川虎徹, Tsugawa Kotetsu)
Voix japonaise : Taku Yashiro (ja) (OVA)
Haruto Yanagi (柳陽翔, Yanagi Haruto)
Voix japonaise : Ayumu Murase (OVA)
Kanato Sakurai
Voix japonaise : Daisuke Motohashi (ja) (OVA)

## Manga
Tasūketsu: Fate of the Majority est une série de mangas japonais écrite et dessinée par Taiga Miyakawa. La série est publiée à partir de septembre 2013 dans le magazine en ligne Comic Smart's Ganma! de l'éditeur Comic Smart et est composée de trois parties. En décembre 2020, l'éditeur Micro Magazine publie la série sous format volumes tankōbon. La publication se termine le 18 décembre 2020 avec un total de 6 volumes.

### Liste des volumes
| no | Japonais         | Japonais          |
| no | Date de sortie   | ISBN              |
| -- | ---------------- | ----------------- |
| 1  | 30 janvier 2015  | 978-4-8963-7492-6 |
| 2  | 17 juin 2015     | 978-4-8963-7512-1 |
| 3  | 29 février 2016  | 978-4-8963-7685-2 |
| 4  | 31 août 2017     | 978-4-8963-7686-9 |
| 5  | 30 août 2019     | 978-4-8963-7914-3 |
| 6  | 18 décembre 2020 | 978-4-8671-6093-0 |

## Anime
Une adaptation Original video animation (OVA) de 7 minutes intitulée Tasūketsu: Judgement Assizes, créée grâce à une campagne de financement participatif et réalisée par Rabbit Machine chez Imagica Lab, est sortie le 29 janvier 2021.
En janvier 2024, une adaptation en série télévisée d'animation a été annoncée. La série est animée par le studio d'animation Satelight et est réalisée par Tatsuo Sato (ja) avec Tōru Hamazaki en tant que réalisateur assisant. Nami Hayashi s'occupe de la conception des personnages tandis que R.O.N compose la musique. La série est diffusée du 2 juillet au  25 décembre 2024 au Japon sur Nippon TV dans le bloque de programme AnichU (ja) et d'autres chaînes,. La série sera composée de deux cours qui adaptera l'intégralité de la série. Dans les pays francophones, la série est diffusée sur la plateforme Crunchyroll.
Le générique de début est Emperor Time, interprété par Vivarush, et le générique de fin est Game Over, interprété par Issey.

### Liste des épisodes
| No | Titre français        | Titre japonais     | Titre japonais           | Date de 1re diffusion |
| No | Titre français        | Kanji              | Rōmaji                   | Date de 1re diffusion |
| -- | --------------------- | ------------------ | ------------------------ | --------------------- |
| 1  | Le lendemain          | 明日               | Ashita                   | 3 juillet 2024        |
| 2  | Bonnes intentions     | 善意               | Zeni                     | 10 juillet 2024       |
| 3  | Mise en marche        | 動                 | Dō                       | 17 juillet 2024       |
| 4  | Retournement          | 転                 | Ten                      | 24 juillet 2024       |
| 5  | Entourage             | 傍                 | Hata                     | 14 août 2024          |
| 6  | Rassemblement         | 集結               | Shūketsu                 | 21 août 2024          |
| 7  | Liens                 | 繋                 | Tsunagi                  | 28 août 2024          |
| 8  | Opérations            | 作戦               | Sakusen                  | 4 septembre 2024      |
| 9  | Empereur              | 皇帝               | Kōtei                    | 11 septembre 2024     |
| 10 | Épilogue              | 結                 | Yui                      | 18 septembre 2024     |
| 11 | Prémices              | 胎動               | Taidō                    | 25 septembre 2024     |
| 12 | Le pivot              | 要                 | Yō                       | 2 octobre 2024        |
| 13 | État de choc          | 衝撃               | Shōgeki                  | 9 octobre 2024        |
| 14 | Mensonge              | 嘘                 | Uso                      | 16 octobre 2024       |
| 15 | Interrogatoire        | 尋問               | Jinmon                   | 23 octobre 2024       |
| 16 | Compagnons            | 仲間               | Nakama                   | 29 octobre 2024       |
| 17 | Scénario              | シナリオ           | Shinario                 | 5 novembre 2024       |
| 18 | Machinations          | 暗躍               | Anyaku                   | 12 novembre 2024      |
| 19 | Innocence             | 無邪気             | Mujaki                   | 19 novembre 2024      |
| 20 | Loyauté               | 忠誠               | Chūsei                   | 26 novembre 2024      |
| 21 | Destin ou miracle     | 運命, あるいは奇跡 | Unmei, aruiwa kiseki     | 4 décembre 2024       |
| 22 | Attaques suicides     | 特攻戦線           | Tokkō sensen             | 11 décembre 2024      |
| 23 | Combat décisif        | 決戦               | Kessen                   | 18 décembre 2024      |
| 24 | Là où tend la lumière | 光の指す方へと     | Hikari no sasu kata e to | 25 décembre 2024      |

## Réception
La série est classée deuxième dans le sondage « Adaptation d'anime la plus recherchée » du salon japonais AnimeJapan en 2019. Elle s'est classée septième dans le même sondage l'année suivante.

### Annotations
1. ↑  Les titres français de l'adaptation en anime proviennent de Crunchyroll.

### Œuvre

#### Édition japonaise
1. 1 2 3  (ja) « 多数欠 6 », sur Micro Magazine (consulté le 26 septembre 2024)
2. 1 2  (ja) « 多数欠 1 », sur Micro Magazine (consulté le 26 septembre 2024)
3. 1 2  (ja) « 多数欠 2 », sur Micro Magazine (consulté le 26 septembre 2024)
4. 1 2  (ja) « 多数欠 3 », sur Micro Magazine (consulté le 26 septembre 2024)
5. 1 2  (ja) « 多数欠 4 », sur Micro Magazine (consulté le 26 septembre 2024)
6. 1 2  (ja) « 多数欠 5 », sur Micro Magazine (consulté le 26 septembre 2024)